# Killing Me Softly with His Song
«Killing Me Softly with His Song» — пісня, написана в 1971 році і яка стала фактично стандартом популярної музики. Музика: Чарльз Фокс, слова: Норман Гімбел (Charles Fox, Norman Gimbel). В основу популярної пісні були покладені вірші Лорі Ліберман «Killing Me Softly with His Blues» («Своєю тугою/настроєм він тихо вбиває мене»), на які Лорі Ліберман була натхненна, за її зізнанням, виступом на той момент ще невідомого Дона Макліна в клубі Трубадур в Лос-Анджелесі в 1971 році.

## Пісня і її кавер-версії
Ліберман стала першою, хто записав цю пісню — вона вийшла в складі її однойменного альбому «Lori Lieberman» в 1972 році. Справжню ж популярність пісні принесло виконання Роберти Флек (Roberta Flack) в 1973 році. Чотири тижні хіт тримався на першому місці в Billboard Hot 100. Потім він був зміщений піснею «Love Train» у виконанні The O Jays, і знову повернувся на лідируючі позиції в чартах США, обігнавши «Love Train».
У 1975 році інструментальна версія «Killing Me Softly» стала музичною темою фільму «Басейн потопельників», з Полом Ньюманом у головній ролі. Автор пісні Чарльз Фокс фігурує як диригент цієї композиції.
Нову кавер-версію цієї пісні в 1988 році випустив R&B виконавець Al B. Sure!  на дебютному альбомі «In Effect Mode». Версія мала успіх, а Al B. Sure!  був обраний в 1989 році як кращий новий соло-виконавець R&B серед чоловіків. У 1996 році пісню переспівала хіп-хоп група The Fugees, де солувала Лорен Хілл (Lauryn Hill). Версія досягла другого місця в чартах радіо-ефіру США і аналогічної позиції у Великій Британії, де піднялася до першого місця, і розійшлася тиражем в мільйон копій. На хвилі успіху виконання The Fugees в 1996 році був зроблений ремікс з версії Роберта Флек, який очолив Hot Dance Music/Club Play Chart.
У 1999 році сингл був включений в Зал слави премії «Греммі».
Серед інших, свою версію цієї пісні зробили відомі виконавці: Глорія Гейнор, Енгельберт Хампердінк, Френк Сінатра, Ненсі Сінатра, Торі Амос, Єва Кессіді, Прешес Уїлсон, Перрі Комо, Арета Франклін, Майкл Джексон і The Jacksons, Енн Мюррей (Anne Murray), Лютер Вендросс (Luther Vandross), Тоні Брекстон (Toni Braxton), Аліша Кіз, Джако Пасторіус, Ширлі Бессі, The Singers Unlimited, Youngblood Brass Band, The Plain White t's, Mina, Susan Wong, дует Віктор Фаліон — Михайло Поплавський.
У 2002 році пісня стала значною частиною сюжету фільму «Мій хлопчик» («About A Boy»), режисери Кріс Вайц і Пауль Вайц (Chris Weitz, Paul Weitz). Головний герой фільму хлопчик Маркус потрапляє під кпини своїх однокласників тому, що наважується виконати пісню на концерті шкільних талантів. У підлітків школи пісня викликає асоціації з жіночністю, зайвою романтичністю та емоційністю. Маркус же виконав її заради своєї матері, для якої пісня була улюбленою.
У 2006 році пісня стає популярним гімном серед вболівальників ірландського футбольного клубу «Шелбурн». Слова пісні були трохи змінені на «Dillon Me Softly with His Song», звертаючись до колишнього захисника Шона Діллона (Sean Dillon). Після переходу Діллона у футбольний клуб «Данді Юнайтед», гімн пішов за ним.
В різні роки і в різних країнах пісня була перекладена на датську, іспанську, італійську, німецьку, норвезьку, португальську, фінську, чеську, шведську, естонську, японську мови.